# Actinocladum verticillatum
Actinocladum verticillatum är en gräsart som först beskrevs av Christian Gottfried Daniel Nees von Esenbeck, och fick sitt nu gällande namn av Mcclure och Thomas Robert Soderstrom. Actinocladum verticillatum ingår i släktet Actinocladum och familjen gräs. Inga underarter finns listade i Catalogue of Life.